# Яковщина
Яковщина — село в составе  Палаевско-Урледимского сельского поселения Рузаевского района Республики Мордовия.

## География
Находится на расстоянии примерно 20 км на юго-запад по прямой от районного центра города Рузаевка.

## История
Известно с XVIII века. В 1869 году учтено  как владельческое село Инсарского уезда из 132 дворов. Долгое время считалось деревней. Каменная Знаменская церковь была построена помещиками Кожиными в 1792 году (ныне руинирована), в селе со второй половины XIX века до советского периода истории существовал также Знаменский женский монастырь.

## Население
Постоянное население составляло 90 человек (татары 61%, русские 26%) в 2002 году, 84 в 2010 году.